# Mistrovství Evropy v zápasu řecko-římském 2002
Mistrovství Evropy v zápasu řecko-římském 2002 se konalo v Seinäjoki, Finsko.

## Výsledky

### Muži
| Kategorie | Zlato             | Stříbro             | Bronz                |
| --------- | ----------------- | ------------------- | -------------------- |
| 55 kg     | Renat Bikkinin    | Tanio Tenev         | Dariusz Jabłoński    |
| 60 kg     | Armen Nazarjan    | Rustem Mambetov     | Djamel Ainaoui       |
| 66 kg     | Şeref Eroğlu      | Manučar Kvirkvelija | Mijael Beilin        |
| 74 kg     | Badri Chasaija    | Varteres Samurgašev | Marko Yli-Hannuksela |
| 84 kg     | Hamza Yerlikaya   | Ara Abra'amjan      | Viachaslau Makaranka |
| 96 kg     | Gogui Koguashvili | Sergej Lištvan      | Davit Saldadze       |
| 120 kg    | Jurij Patrikejev  | Mihály Deák-Bárdos  | Juha Ahokas          |